# Storia di Vilnius

Panorama di Vilnius

La storia di Vilnius, la capitale e la città più popolosa della Lituania, inerisce agli eventi storici che hanno riguardato tale centro abitato dalla sua costituzione. Originariamente principale agglomerato del Granducato di Lituania e divenuto in seguito parte della Confederazione polacco-lituana, passò più volte in mano alla Russia imperiale e a quella sovietica nel XX secolo, alla Germania o alla Polonia. Proprio in relazione a quest'ultima, Vilnius acquisì particolare interesse a livello internazionale nel periodo interbellico in merito al suo status politico, poiché solo de iure capitale dello Stato lituano fino al 1940. Oggi Vilnius è la capitale della Lituania: il Paese baltico raggiunse la sua indipendenza all'inizio degli anni Novanta e l'Unione Sovietica, a cui in precedenza era accorpato, riconobbe la sua indipendenza nell'agosto del 1991.

## Storia antica e Granducato di Lituania
(La leggenda sulla fondazione di Vilnius)
I primi insediamenti nell'area dell'attuale Vilnius sembrano essere di origine mesolitica. Numerosi ritrovamenti archeologici in diverse aree della città dimostrano che la zona è stata abitata da popoli di diverse culture sin dall'Alto Medioevo. 
In origine un insediamento baltico, in seguito fu abitato anche da slavi, ebrei e tedeschi. Prima di Vilnius, si suppone che il ruolo di capitale del Ducato di Lituania, lo stato sorto intorno al 1230 per opera di Mindaugas, fosse stato ricoperto da Voruta: poiché l'esatta posizione dell'insediamento è sconosciuta, si sono susseguite più di una quindicina di ipotesi relative alla sua localizzazione. Taluni, pur trattandosi di una corrente minoritaria, indicano che Voruta non fosse altro che Vilnius.
La città viene riportata per la prima volta in fonti scritte come Vilna nel 1323 come capitale del Granducato di Lituania nelle lettere di Gediminas. Tale sovrano edificò il suo castello di legno su una collina della città, localizzata in una buona posizione perché a cavallo di due fiumi, il Neris e la Vilnia. Vilnius divenne maggiormente conosciuta quando Gediminas emanò una disposizione che incentivava tedeschi ed ebrei residenti nelle principali città della Lega anseatica nel 1325 a trasferirsi a est, poiché il sovrano si dimostrava disposto ad accettare la loro presenza senza imporre alcun dazio. Vilnius ottenne i diritti di città grazie a Jogaila nel 1387, in seguito alla cristianizzazione della Lituania e alla costruzione della cattedrale di Vilnius. Inizialmente popolata da soli lituani, presto la popolazione iniziò a crescere man mano che artigiani e mercanti di altre nazionalità si stabilirono in loco.

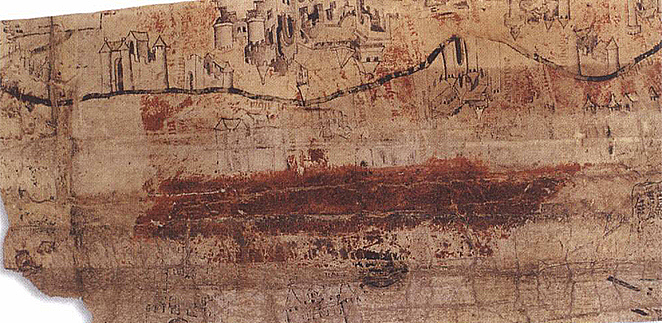
La prima rappresentazione conosciuta di Vilnius, tardo XIV secolo

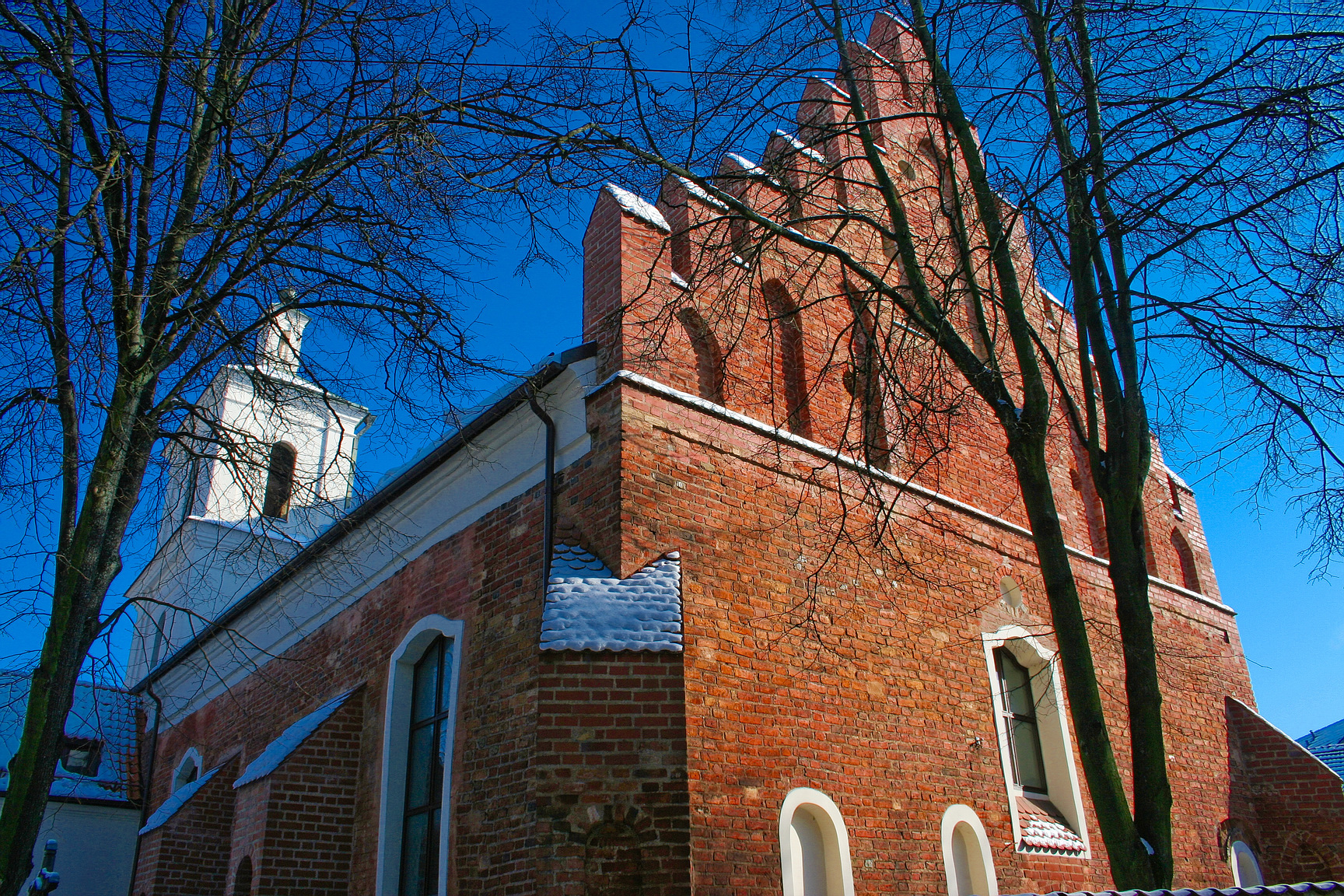
San Nicola, la chiesa più antica della Lituania costruita prima del 1387

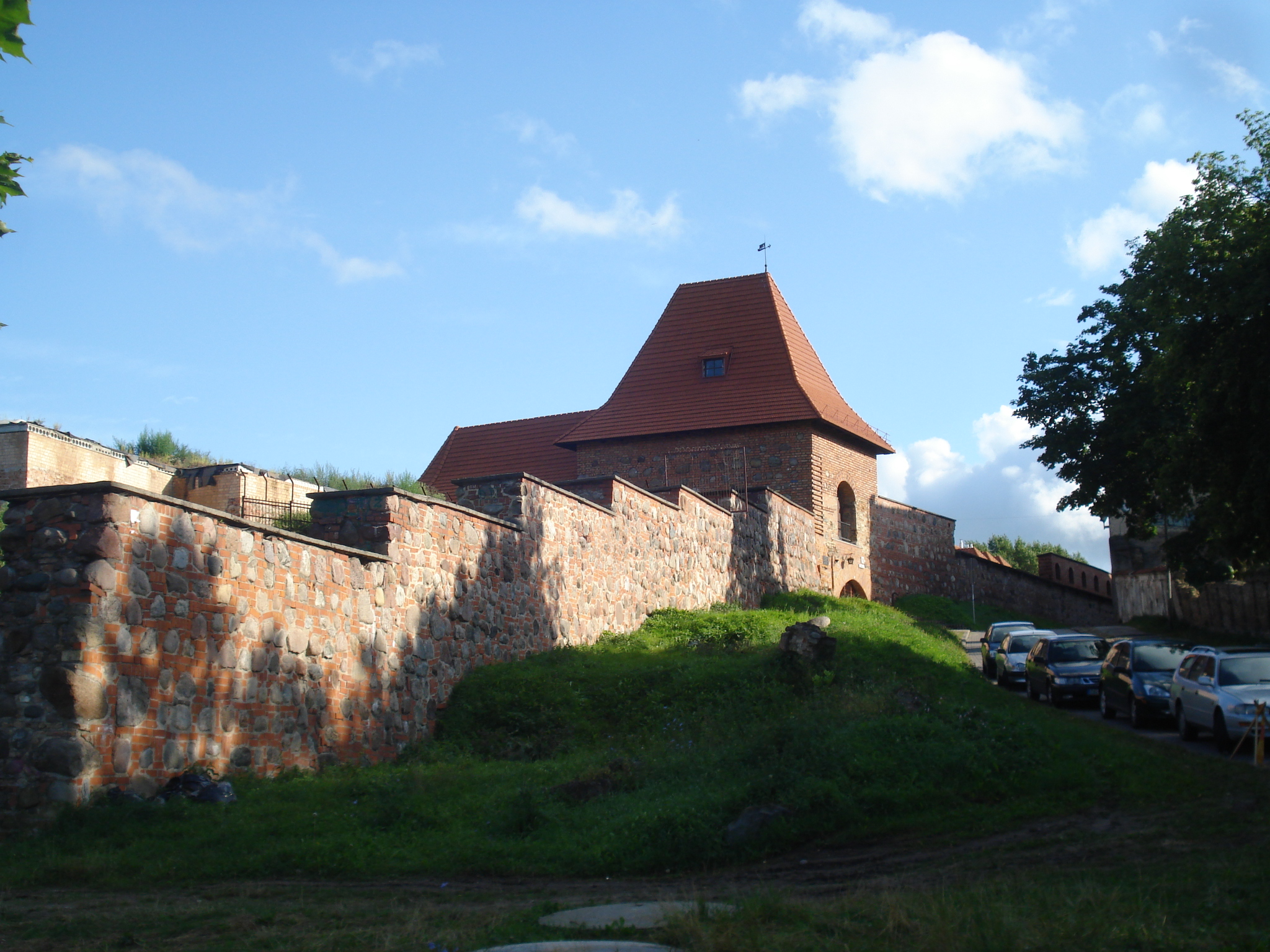
Restante frammento del muro di Vilnius

Il re inglese Enrico IV trascorse un intero anno del 1390 sostenendo il fallito assedio di Vilnius da parte dell'ordine teutonico con i suoi 300 alleati cristiani. Durante questa campagna, Enrico di Bolingbroke fece prigionieri alcuni principi lituani che forse portò con sé in Inghilterra. La seconda spedizione di re Enrico in Lituania nel 1392 illustrò i vantaggi finanziari per i crociati: le armi possedute dai 100 inglesi appena giunti, ovvero degli archi lunghi portati da sei menestrelli, costarono in totale alla borsa dei Lancaster 4.360 sterline. Gran parte della somma andò a vantaggio dell'economia locale attraverso l'acquisto di argenteria e il noleggio di barche e attrezzature. Nonostante gli sforzi di Bolingbroke e degli inglesi, i due anni di attacchi a Vilnius si rivelarono infruttuosi. Il granduca Vitoldo si preoccupò nel 1419, a seguito di un incendio, di ammodernare e supervisionare il complesso dei castelli.
Tra il 1503 e il 1522, per proteggersi dagli attacchi dei tartari di Crimea, la città fu circondata da mura difensive che avevano nove porte e tre torri. Per metà in legno e metà in pietra, il perimetro misurava circa 3 chilometri, l'altezza era di 12 metri e lo spessore tra 2 e 3. Comunità di lituani, ebrei, ruteni e tedeschi erano presenti in diverse zone di Vilnius: gli ortodossi si concentrarono nella parte orientale della città a sinistra della "Strada del castello", mentre per lo più tedeschi ed ebrei occupavano il lato occidentale della città intorno alla "Strada tedesca". Vilnius raggiunse l'apice del suo sviluppo sotto Sigismondo II Augusto, granduca di Lituania e re di Polonia, che vi si trasferì nel 1544. Nel XVI secolo l'agglomerato visse una fase di costante crescita e sviluppo, anche grazie alla granduchessa e madre di Sigismondo Bona Sforza, la quale portò diversi architetti italiani ad allestire i lavori nel complesso dei castelli e nel palazzo reale.
La polonizzazione di Vilnius procedette attraverso l'afflusso di elementi polacchi e l'assimilazione di cittadini non polacchi: tale processo ebbe inizio alla fine del XIV secolo con l'arrivo del clero da ovest, della szlachta, degli artigiani e dei mercanti; migrarono in numero maggiore dopo che la corte polacca di Sigismondo Augusto si trasferì in città.

## Confederazione polacco-lituana

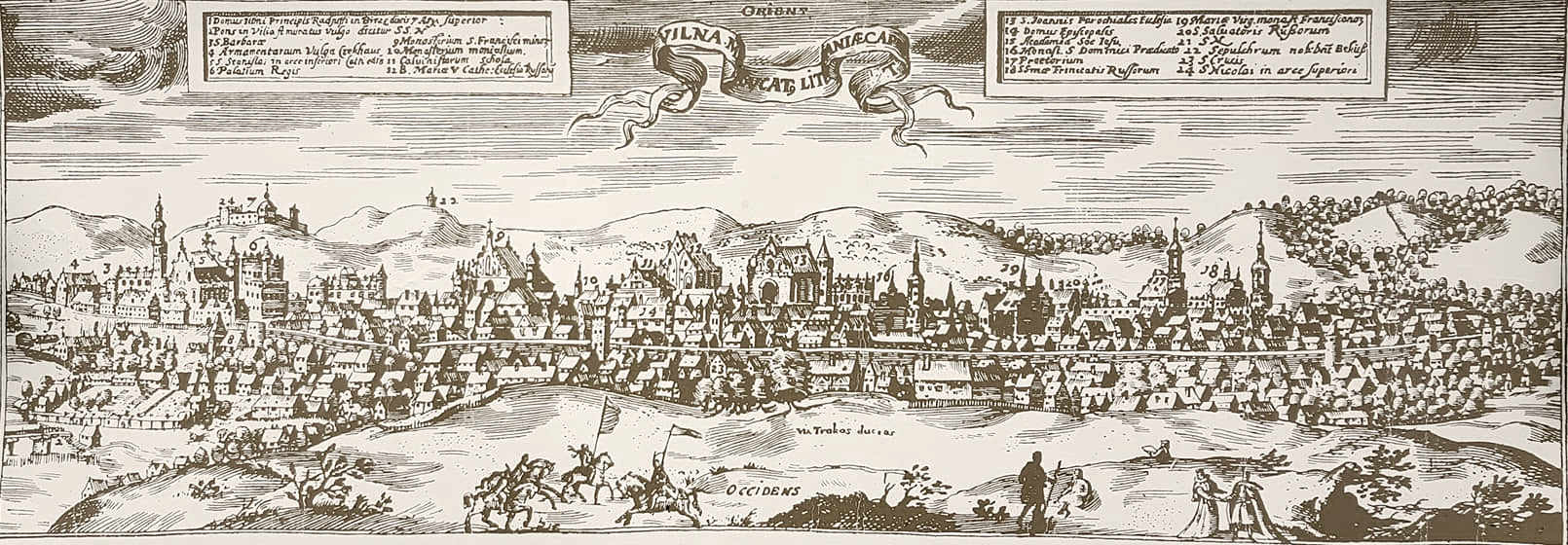
Panorama di Vilnius nel 1600

Dopo l'Unione di Lublino (1569) da cui nacque la Confederazione polacco-lituana, la città fiorì ulteriormente in parte grazie alla fondazione dell'Università di Vilnius da parte di Stefano I Báthory nel 1579. La struttura si trasformò presto in uno dei principali centri scientifici e culturali della regione e il più importante della Lituania. Il commercio, la vita culturale e una crescita demografica più o meno costante proseguirono come evince dagli statuti lituani emanati nel XVI secolo, l'ultimo dei quali risultava ancora in vigore nel XIX secolo. Nel 1610 la città fu devastata da un grande incendio che causò il crollo di alcune chiese protestanti: anche a Vilnius non tardò a diffondersi la Riforma luterana. Nel 1769 fu fondato il cimitero di Rasos, uno dei più antichi sopravvissuti della città.

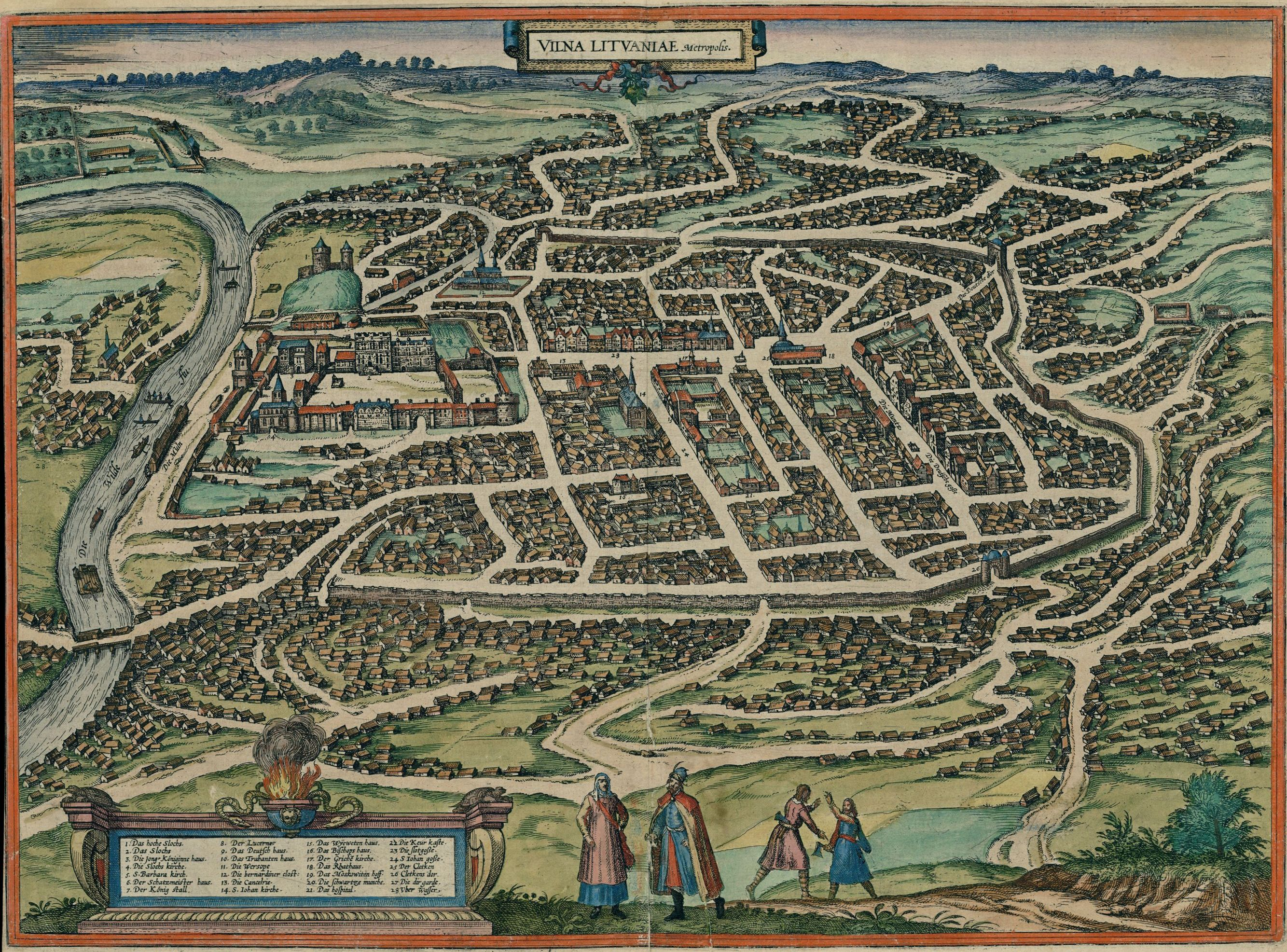
Mappa di Vilnius nel 1576, dall'Atlante delle città del mondo di Georg Braun

La città si aprì a migranti giunti sia dall'est che dall'ovest: Oltre ai vecchi cittadini, iniziarono a conformarsi in maniera più nitida comunità ebraiche, ortodosse e tedesche più numerose. Ogni gruppo rivestì diversi ruoli in ambiti differenti, quali ad esempio l'artigianato, il commercio e la scienza. Nel XVII secolo, i cittadini di etnia polacca o polonizzati raggiunsero la maggioranza culturale e, probabilmente, anche numerica. Nel 1655, nel corso della guerra russo-polacca nel 1654–1667, Vilnius venne espugnata dalle forze dello zar russo e saccheggiata, per poi essere bruciata e subire profondi massacri tra i civili. Il bilancio delle circa 20.000 vittime comprendeva un'ampia percentuale di ebrei di Vilnius. La crescita della città perse il suo slancio per molti anni, ma l'incremento demografico non si arrestò mai del tutto. Nel periodo di declino della Confederazione, Vilnius divenne nota come "Gerusalemme del Nord" per via della foltissima comunità semita che risiedeva in Europa orientale.

## Impero russo

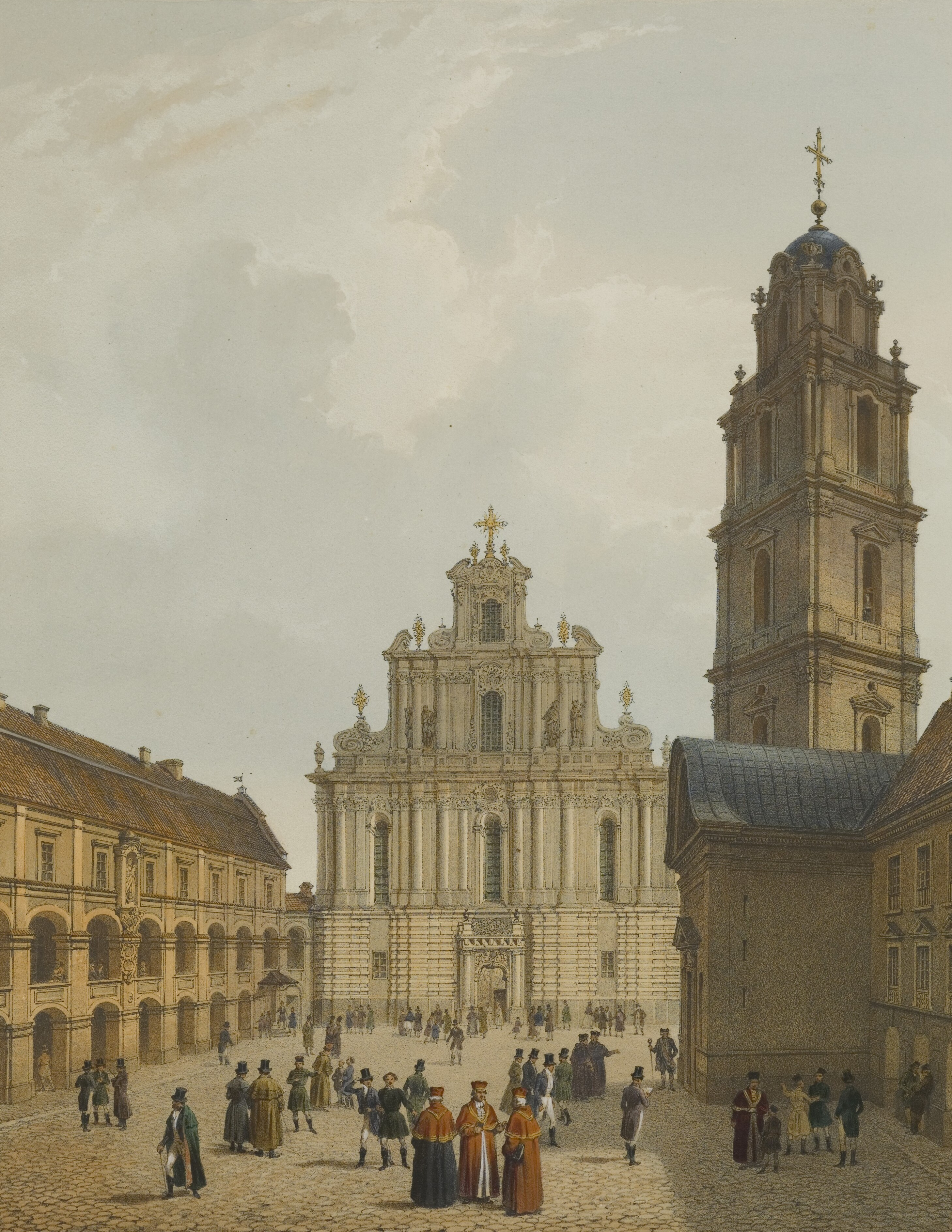
Chiesa dei Santi Giovanni, illustrazione di Jan Kazimierz Wilczyński (1850)

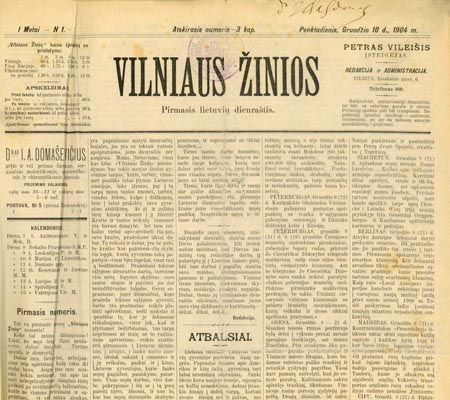
Primo numero legale del quotidiano Vilniaus Žinios, circolante a Vilnius dopo la revoca del bando della stampa lituana

Dopo la terza spartizione della Polonia nel 1795, l'insediamento fu annesso all'Impero russo e divenne la capitale del Governatorato di Vilna, una parte del Kraj Nord-Occidentale. Per consentire l'espansione della città, tra il periodo 1799-1805, le mura di Vilnius furono abbattute, rimanendo solo la Porta dell'Aurora (conosciuta anche come Aušros vartai, Medininkų vartai o Ostra Brama, Вострая Брама). Nel 1803 Alessandro I ristabilì l'Università di lingua polacca, mentre nel 1812 la città fu conquistata da Napoleone nella sua campagna di Russia. Dopo che questa fallì, la Grande Armée si ritirò dall'area dove morirono 80.000 soldati francesi e furono sepolti nelle trincee che avevano costruito mesi prima. Dopo la rivolta di novembre, l'Università di Vilnius fu chiusa e le repressioni si dimostrarono assai nocive per la crescita dell'agglomerato. I disordini civili nel 1861 furono soppressi con la forza dall'esercito imperiale russo e si impose la legge marziale; a nulla valse placare gli animi con l'appena avvenuta abolizione della servitù della gleba. Per via delle numerose insurrezioni accadute nel corso della rivolta di gennaio del 1863, Mosca decise di intervenire una seconda volta con il pugno duro. Il 13 maggio 1863 lo zar Alessandro II di Russia nominò Michail Nikolaevič Murav'ëv-Vilenskij a capo del Governatorato di Vil'na, divenuto presto conosciuto per le modalità con cui represse i focolai di protesta, tanto da guadagnarsi il poco invidiabile appellativo di "boia". Dopo la rivolta, entrò in vigore il bando della stampa lituana, attivo dal 1865 al 1904, con cui si vietò la stampa di testi scritti in lingua lituana adoperando l'alfabeto latino. Gli knygnešiai, ovvero i contrabbandieri di libri, agirono in tutta la Lituania, inclusa Vilnius.

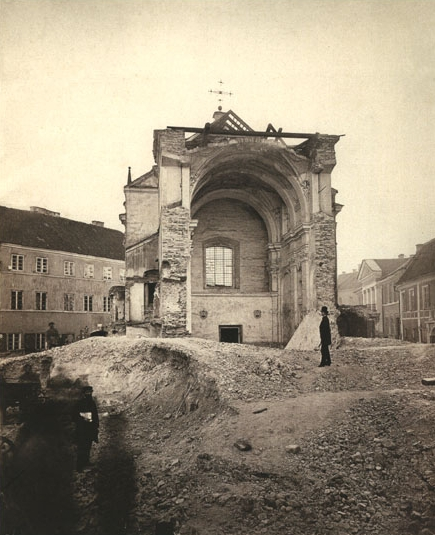
Una chiesa cattolica di San Giuseppe demolita per ordine delle autorità zariste, come fotografata da Józef Czechowicz, Vilnius, 1877

Durante la seconda metà del XIX e l'inizio del XX secolo, la città sperimentò un periodo di rilancio per le minoranze locali; la comunità ebraica prese parte al movimento di risveglio nazionale, il quale spingeva per l'indipendenza e per la nomina di Vilnius come capitale. Vilnius fu uno dei luoghi più tolleranti, progressisti e liberali della Lituania, retaggio derivante dagli anni del Granducato di Lituania. Uno dei più importanti poeti e scrittori polacchi e bielorussi pubblicò le loro opere nel XX secolo in quel momento. Fu il luogo in cui fu fondato il primo settimanale bielorusso di breve durata noto come Naša Niva.
Vilnius divenne un importante luogo d'azione del risveglio nazionale lituana il 4-5 dicembre 1905, quando si tenne il Grande Seimas nel Palazzo dell'attuale Filarmonica Nazionale, con oltre 2.000 delegati provenienti da tutte le regioni della Lituania e dall'estero. Si decise di invocare la creazione di uno Stato autonomo di etnia lituana all'interno dell'Impero russo con il suo parlamento (Seimas) a Vilnius.
La vita culturale riprese a fiorire dopo la rivoluzione russa del 1905. La Società degli Amici della Scienza di Wilno vide la luce nel 1906 allo scopo di pubblicare opere in lingua polacca e realizzare contributi scientifici. La Biblioteca Emilia e Eustachy Wróblewski, fulcro della cultura polacca, macaque nel 1912, esattamente lo stesso anno di quando il teatro polacco riaprì i battenti. Nonostante tali aperture, le politiche di russificazione esercitate nei decenni precedenti si fecero ancora sentire, tanto che per le sue visioni eccessivamente revisioniste del sistema russo il vescovo Eduard Baron von der Ropp, nel 1907, fu allontanato da Vilnius a Vicebsk.
I russi persero la città nel corso della prima guerra mondiale in favore dell'Impero tedesco, il quale restò nella regione dal 1915 al 1918.

## Periodo interbellico

### Guerra polacco-lituana

Linee di demarcazione selezionate tra Lituania e Polonia, 1919–1991

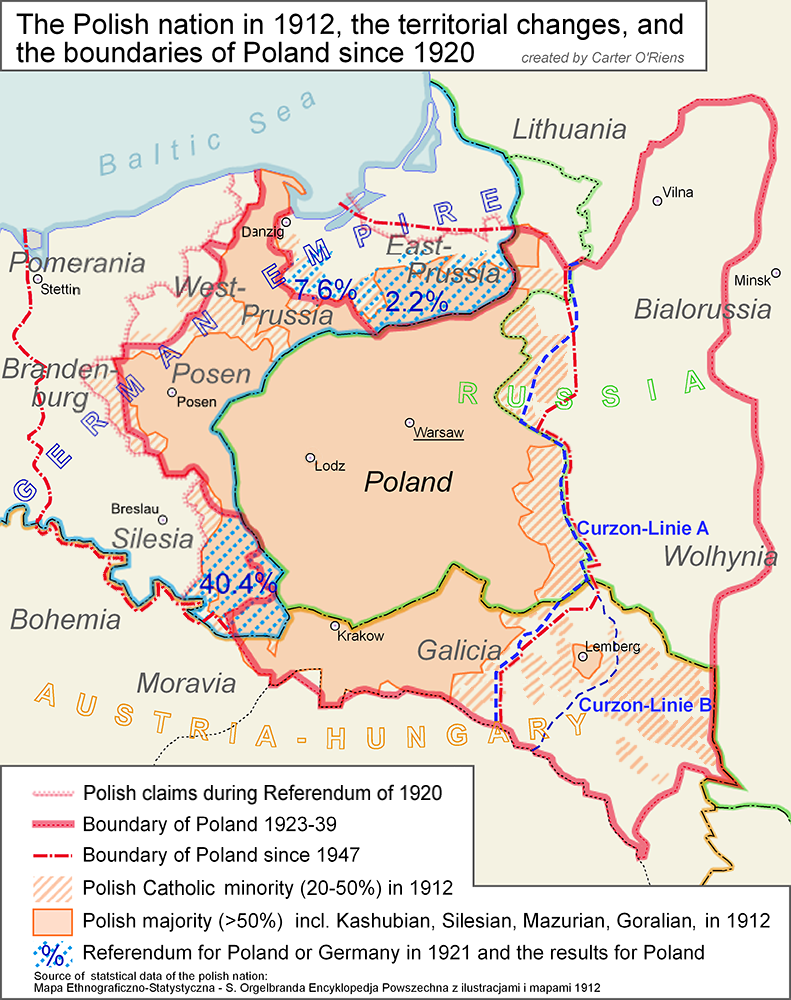
Composizione etnografica nel 1912 e cambiamenti territoriali dei confini della Polonia dopo la prima guerra mondiale

Quando vi era ancora l'occupazione tedesca, il Consiglio di Lituania proclamò l'atto d'indipendenza della Lituania a Vilnius il 16 febbraio 1918. In esso, si esplicava la volontà da parte dei lituani di dare vita a uno Stato indipendente con Vilnius come capitale. L'amministrazione civile tedesca dell'Ober Ost rifiutò di consegnare la piena autorità alla Lituania, preferendo invece sponsorizzare la costituzione di Stati satellite che avrebbero permesso alla Germania di esercitare la sua influenza molto a est in Europa.
Alla fine, il 1º gennaio 1919, la guarnigione tedesca si ritirò e cedette l'autorità sulla città a un comitato polacco locale, contro le richieste dell'amministrazione lituana: tale evento permise la costituzione di un'amministrazione polacca composta da ex membri delle formazioni locali di autodifesa polacca, a quel tempo arruolati nel Wojska Lądowe. In contemporanea, i lituani si ritirarono insieme ai tedeschi. Il 5 gennaio 1919 la città fu presa dalle forze bolsceviche che avanzavano da est e Vilnius fu proclamata la capitale della Litbel (la Repubblica Socialista Sovietica Lituano-Bielorussa). Per i successivi quattro mesi la città divenne un fantoccio in mano ai comunisti, mentre imperversava la guerra polacco-sovietica. Il 19 aprile 1919 la città fu nuovamente conquistata dalla Polonia nell'ambito dell'offensiva di Vilna, passando di nuovo quindici mesi dopo, il 14 luglio 1920, dalle forze sovietiche: in quest'occasione, i lituani appoggiarono i sovietici poiché fu loro promessa Vilnius e il suo circondario.

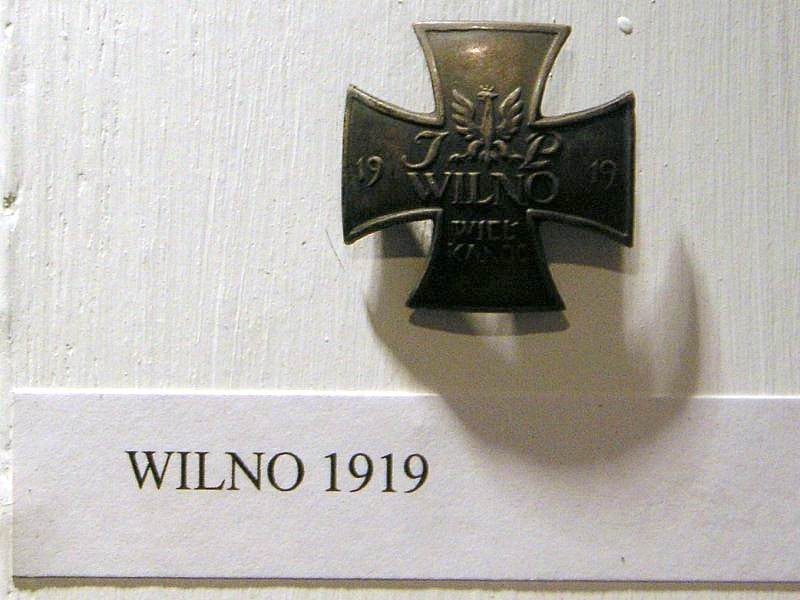
Distintivo commemorativo dell'esercito polacco per la battaglia di Wilno della primavera del 1919

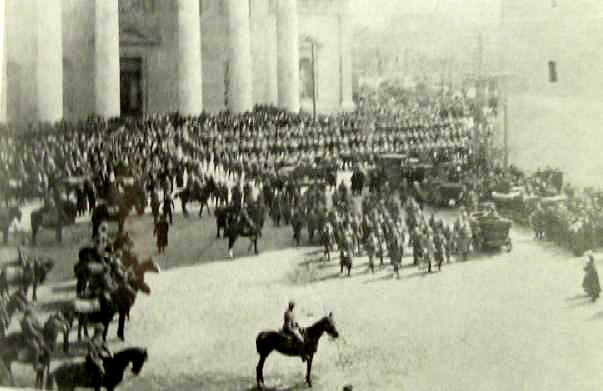
Parata celebrativa tenutasi a Wilno (Vilnius) in Piazza della Cattedrale nell'aprile 1919

Poco dopo la sconfitta nella battaglia di Varsavia nel 1920, l'Armata Rossa in ritirata lasciò la città alla Lituania, di concerto con il trattato di pace sovietico-lituano del 12 luglio 1920. L'intesa riconosceva la sovranità lituana su molte delle aree appartenenti alla cosiddetta Lituania Propria: sebbene la città stessa e i dintorni andarono effettivamente incontro al trasferimento, la rapidità dell'offensiva polacca impedì che i lituani potessero insediarsi in maniera stabile in un così breve lasso di tempo. L'alternativa sarebbe stata cercare di trattenere Vilnius militarmente, cosa che i baltici non intendevano fare.
Molti storici sostengono che il motivo principale dietro l'accordo sovietico con la Lituania fosse quello di indebolire la Polonia e consegnare i territori contesi a uno stato più debole, ovvero la Lituania dell'epoca, al fine di riconquistare l'area più facilmente dopo che il ritiro dell'Armata Rossa si fosse arrestato. Inoltre, l'indipendenza delle repubbliche baltiche era vista da Vladimir Lenin come un evento temporaneo. Tuttavia, dopo la battaglia del fiume Niemen, l'Armata Rossa perse in maniera grave e la Russia bolscevica dovette abbandonare i suoi propositi di reincorporazione dei territori persi dall'Impero russo a seguito della firma del trattato di Brest-Litovsk.
Proprio quando la Russia cessava di costituire una grande minaccia nell'area geografica, almeno in quel momento, le relazioni polacco-lituane peggiorarono. In termini demografici Vilnius risultava una delle città lituane più polonizzate e russificate durante il dominio russo 1795-1914, come emerge dai seppur pochi dati anagrafici a disposizione.
Stando al primo censimento dell'Impero russo del 1897, certamente non noto per la sua attendibilità a detta di molti storici, la popolazione del Governatorato di Vil'na era ripartita come segue: bielorussi 56,1% (inclusi i cattolici), lituani 17,6%, ebrei 12,7%, polacchi 8,2%, russi 4,9%, tedeschi 0,2%, ucraini 0,1%, tatari 0,1%, e "altri" 0,1%.
Il censimento tedesco del 1916 della regione di Vilnius (pubblicato nel 1919) riporta numeri assai diversi: polacchi 58,0%, lituani 18,5%, ebrei 14.7%, bielorussi 6,4%, russi 1,2% e "altri" 1.2%.
Per entrambi i censimenti si riscontrarono molte difficoltà pratiche nel tentativo di raggruppare le varie etnie. Gli etnografi del 1890 si erano spesso confrontati con chi si riteneva sia lituano che polacco. Secondo un analista del censimento tedesco, "determinare in maniera obiettiva le condizioni di appartenenza ad una nazionalità piuttosto che ad un'altra, è la difficoltà maggiore di questa operazione".
Malgrado tutto, i lituani rivendicavano territorialmente l'area per ragioni storiche (capitale dell'antico Granducato di Lituania) e rifiutarono di ritenere legittima qualsiasi pretesa dei polacchi sulla città e sul circondariato. Secondo gli attivisti nazionalisti lituani, tra cui si possono citare Mykolas Biržiška e Petras Klimas, i presunti polacchi e bielorussi nella regione di Vilnius non erano altro che "lituani slavizzati" i quali, a prescindere dalle loro preferenze individuali, dovevano "tornare alla lingua dei loro avi". Dopo che i bolscevichi si allontanarono dall'area, l'esercito lituano costituì una linea di demarcazione temporanea in attesa dell'arrivo dei biancorossi e prima che avvenissero i colloqui diplomatici. Tuttavia, i negoziati sul futuro dell'area contesa, tenuti sotto l'egida della Conferenza degli Ambasciatori a Bruxelles e Parigi, giunsero a una situazione di stallo e il capo dello stato polacco, l'autoritario e ambizioso Józef Piłsudski, temeva che la Triplice intesa avesse ritenuto legittimi i contenuti del trattato di Mosca del 1920. Poiché entrambi i paesi erano ufficialmente in pace e la controparte lituana respinse l'ipotesi di effettuare un plebiscito, i polacchi decisero di assicurarsi la regione tra il mese di settembre e di ottobre del 1920 in quella che divenne nota come guerra polacco-lituana.
Il 9 ottobre 1920, la divisione lituano-bielorussa dell'esercito polacco al comando del generale Lucjan Żeligowski conquistò la città, ammutinandosi all'armata regolare polacca e agendo in una maniera simile all'Impresa di Fiume. Vilnius venne dichiarata la capitale della neocostituita Repubblica della Lituania Centrale, a cui fu posto Żeligowski come capo di Stato. I negoziati a Bruxelles proseguirono, ma la manovra polacca non sbloccò la situazione. Tra i piani proposti dall'Intesa si riscontrava la creazione di uno stato polacco-lituano basato su un sistema cantonale, con controllo condiviso sull'area contesa. Sebbene tale ipotesi si assicurò il tacito consenso di entrambe le fazioni, la Polonia insistette affinché fossero invitati nelle trattative anche i rappresentanti della Lituania Centrale. I politici lituani sostenevano che la Lituania centrale non fosse altro che uno stato fantoccio della Polonia e respinsero l'idea: il risultato fu un nulla di fatto.

### Elezioni nella Lituania centrale
L'8 gennaio 1922 si tennero le elezioni parlamentari nella Lituania centrale: le organizzazioni lituane, ebraiche e bielorusse decisero di boicottare il voto, mentre i polacchi che vi parteciparono si dimostrarono favorevoli all'ipotesi di incorporazione della regione alla Polonia, con diversi gradi di autonomia. Al voto partecipò il 64,4% dell'intera popolazione, di cui l'80,8 dei votanti era di etnia polacca. L'affluenza, come detto, fu inferiore per gli altri: evince infatti secondo le stime la votazione del 41% dei bielorussi, del 15,3% degli ebrei, dell'8,2% dei lituani e del 66,2% dei tartari e dei caraiti. Le frodi ravvisate dal Capo del controllo militare inviato dalla Società delle Nazioni, il colonnello Chardigny, nel suo rapporto, costituirono il pretesto perché la Lituania non le riconoscesse come valide. Inoltre da Kaunas, la capitale de facto del periodo interbellico, si sosteneva che la Lituania Centrale incorporasse solo i territori prima amministrati dai lituani e a quel punto in mano a Żeligowski, mentre la regione di Vilnius si estendeva per limiti più ampi, come emergeva dal trattato sovietico-lituano del 1920.
Un gruppo di 32 attivisti lituani, tra cui Mykolas Biržiška e Juozapas Kukta, furono deportati in Lituania nel febbraio del 1922, dopo essere stati accusati di spionaggio. Il crimine era passibile della pena di morte, ma i funzionari polacchi desideravano solo sbarazzarsi degli esponenti più molesti, la cui propaganda anti-polacca veniva sovvenzionata dal governo di Kaunas.
Alla prima sessione nel parlamento fantoccio della Lituania Centrale tenutasi il 20 febbraio 1922, i rappresentanti si dimostrarono favorevoli alla prospettiva di annessione della regione alla Polonia, a condizione che Vilnius avesse preservato lo status di capoluogo.
Il Consiglio degli Ambasciatori e la comunità internazionale (ad eccezione della Lituania) riconobbero Vilnius (Wilno) come parte della Polonia nel 1923. Le autorità lituane non accettarono mai lo status quo e continuarono a rivendicare la sovranità sulla regione di Vilnius. Inoltre, la città stessa era considerata la capitale de iure, mentre Kaunas lo era solo in maniera temporanea. La Lituania chiuse il confine e ruppe tutte le relazioni diplomatiche con la Polonia: i due paesi rimasero tese fino all'ultimatum polacco alla Lituania del 1938.

### Polonia

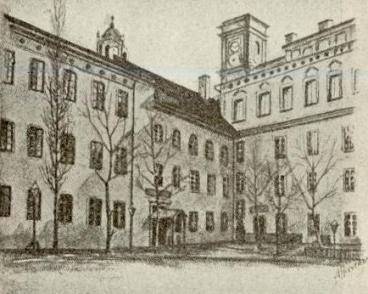
Università di Stefano Báthory

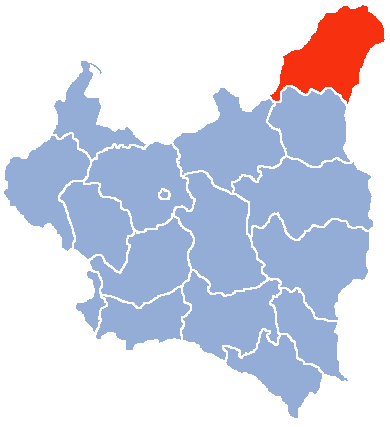
Voivodato di Wilno in Polonia

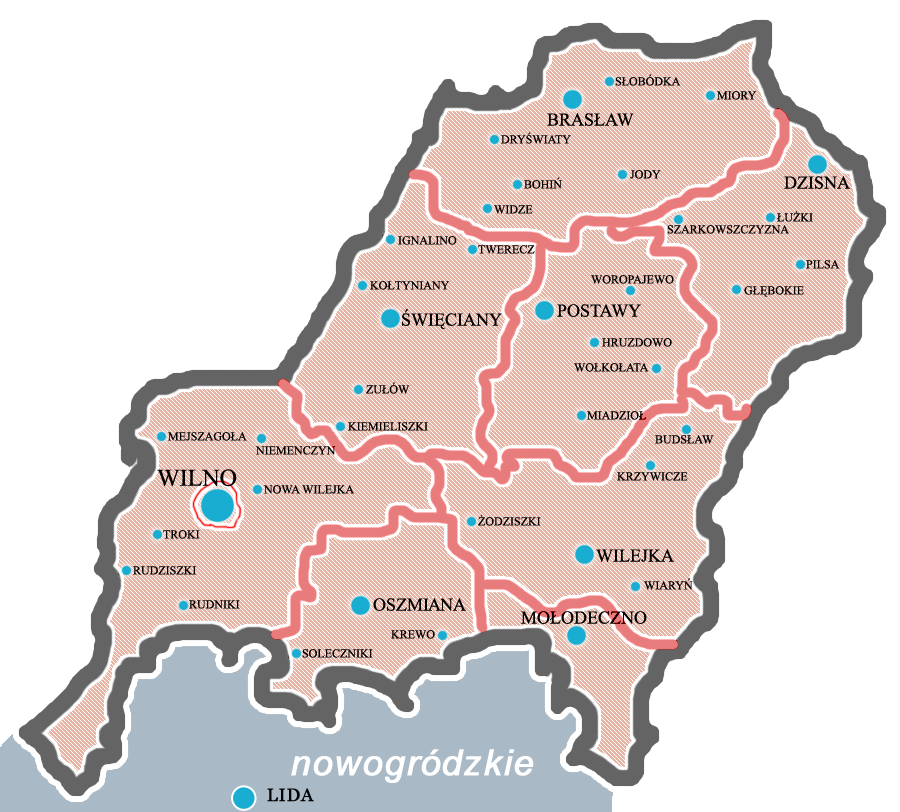
Mappa dettagliata del Voivodato di Wilno

I polacchi e gli ebrei costituivano la maggioranza degli abitanti di Vilnius: negli anni 1920-1939 i primi costituivano infatti il 65% della popolazione, i secondi il 28%, i russi il 4%, i bielorussi e i lituani l'1%. La repressione di figure di spicco dell'élite lituana proseguì nella seconda metà degli anni '20: svariati esponenti parteciparono al processo politico del maggio 1925, in cui 22 lituani minacciati di pena di morte furono salvati grazie alla mediazione di Tadeusz Wróblewski. Nel 1936, l'amministrazione polacca appuntò un piano segreto anti-lituano in cui si indicavano le misure da adottare per soppiantare la minoranza lituana a Vilnius e nella regione circostante.
La sfavorevole situazione geopolitica coinvolse anche il campo commerciale, in quanto furono bloccati gli scambi con la Lituania, la Germania e la Russia sovietica. In città si procedette nel frattempo a realizzare nuove infrastrutture, come la nuova fiera aperta nel 1928, la Targi Północne, diversi nuovi stabilimenti, tra cui la moderna fabbrica di radio "Elektrit" e l'apertura di grandi magazzini gestiti dai fratelli Jabłkowski nella centralissima via Mickiewicz, dotati tra l'altro di ascensori e porte automatiche. Alcuni dei nuovi edifici vennero realizzati nel 1927, tra cui l'appartamento dove visse e produsse alcune delle sue opere il poeta polacco e vincitore del premio Nobel Czesław Miłosz. L'università cittadina riaprì i battenti con il nome di Stefano Báthory e il polacco divenne l'idioma in cui si tenevano le lezioni. Nel 1931 la città contava 195.000 abitanti, risultando dunque la quinta città più grande della Polonia. Mentre Vilnius visse un periodo di rinnovato vigore scientifico e culturale, non si poteva dire lo stesso del resto del Voivodato. Si è sostenuto che un simile relativo sottosviluppo, tra i vari motivi, fu la ragione delle difficoltà di integrazione della regione e della città con la Lituania, quando questa riprese possesso di Vilnius nel 1939.
Vilnius costituiva inoltre un centro importante per la cultura yiddish. Il museo della cultura ebraica aprì in loco nel 1919 e lo YIVO, Istituto per la Ricerca Ebraica, fu fondato nel 1924. Nacquero inoltre numerose importanti istituzioni culturali ebraiche prima della seconda guerra mondiale, tra cui teatri, giornali e riviste, musei e scuole e il PEN-club. Quattro registi YIVO emigrarono poi a New York.

## Seconda guerra mondiale

### Dominio lituano

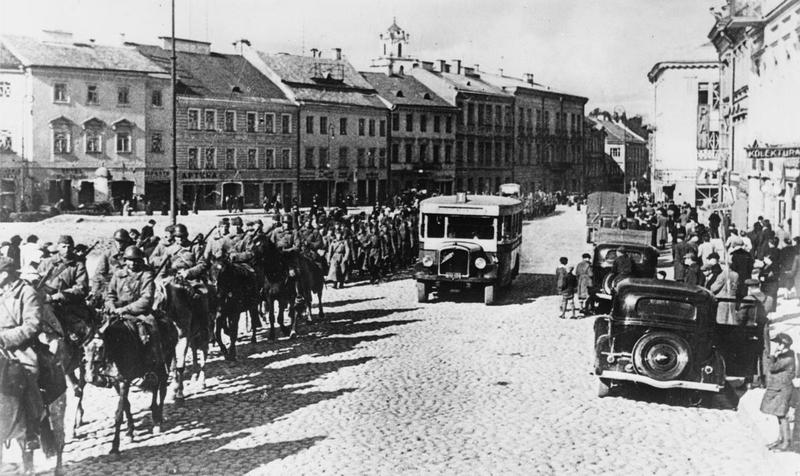
La cavalleria sovietica entra a Vilna il 19 settembre 1939

All'inizio della seconda guerra mondiale, il governo tedesco presentò delle proposte a Kaunas per unirsi alla campagna contro la Polonia, ma questa rifiutò preservando la sua politica di stretta neutralità. A seguito della firma patto Molotov-Ribbentrop e della successiva invasione sovietica, i territori della Polonia orientale furono occupati dall'Armata Rossa, che conquistò la città in un solo giorno il 19 settembre 1939. L'Unione Sovietica minacciò la parte lituana che la città sarebbe stata incorporata nella RSS Bielorussa nel caso in cui Kaunas non avesse negoziato con Mosca il futuro status di Vilnius: tale passaggio rientrava in un piano già congegnato nei dettagli dall'URSS.
Dopo i colloqui tenutisi a Mosca il 10 ottobre 1939, la città e le aree circostanti furono cedute alla Lituania ai sensi del trattato di mutua assistenza sovietico-lituano. In cambio, il Paese baltico consentiva l'istituzione di basi militari sovietiche in posizioni strategiche del suolo lituano: la pressione sui delegati che viaggiarono da Kaunas si fece sentire quando si minacciò nuovamente che, in caso di atteggiamenti tergiversanti, Vilnius e i suoi dintorni sarebbero passati alla RSS Bielorussa. Solo un quinto della regione di Vilnius passò effettivamente alla Lituania, nonostante i sovietici avessero riconosciuto l'autorità lituana sull'area senza eccezioni quando era in mano ai polacchi. L'inviato polacco a Kaunas protestò contro la presa illegittima della città il 13 ottobre e lasciò la Lituania tre giorni dopo, sospendendo con questo atto ancora una volta le relazioni diplomatiche tra i due stati. Tale evento riunì gli ebrei lituani, sebbene alcune persone coinvolte nelle attività sovietiche decisero di andarsene. In pochi giorni oltre 3.000 ebrei lasciarono Vilnius per dirigersi in Unione Sovietica. L'esercito lituano entrò marciando a Vilnius il 28 ottobre, ma era chiaro per i funzionari lituani che Vilnius non poteva essere stabilita come capitale senza un'adeguata preparazione: per il momento, l'ex primo ministro Antanas Merkys assunse il ruolo di rappresentante speciale del governo per i territori dello smantellato Voivodato di Wilno, venendo poi rimpiazzato da Kazys Bizauskas.
Nel mese di dominio sovietico, Vilnius risentì di gravi penurie: la città soffriva la fame, i musei e gli archivi erano stati saccheggiati, gli oggetti di valore, l'industria e i documenti storici rubati e trasferiti in Russia, mentre molte persone furono imprigionate o deportate. È verosimile che il governo lituano stesse deliberatamente rallentando il trasferimento della capitale a Vilnius per il timore che i sovietici, ancora presenti militarmente in zona, avessero colto l'occasione per rovesciare l'esecutivo appena insediatosi.

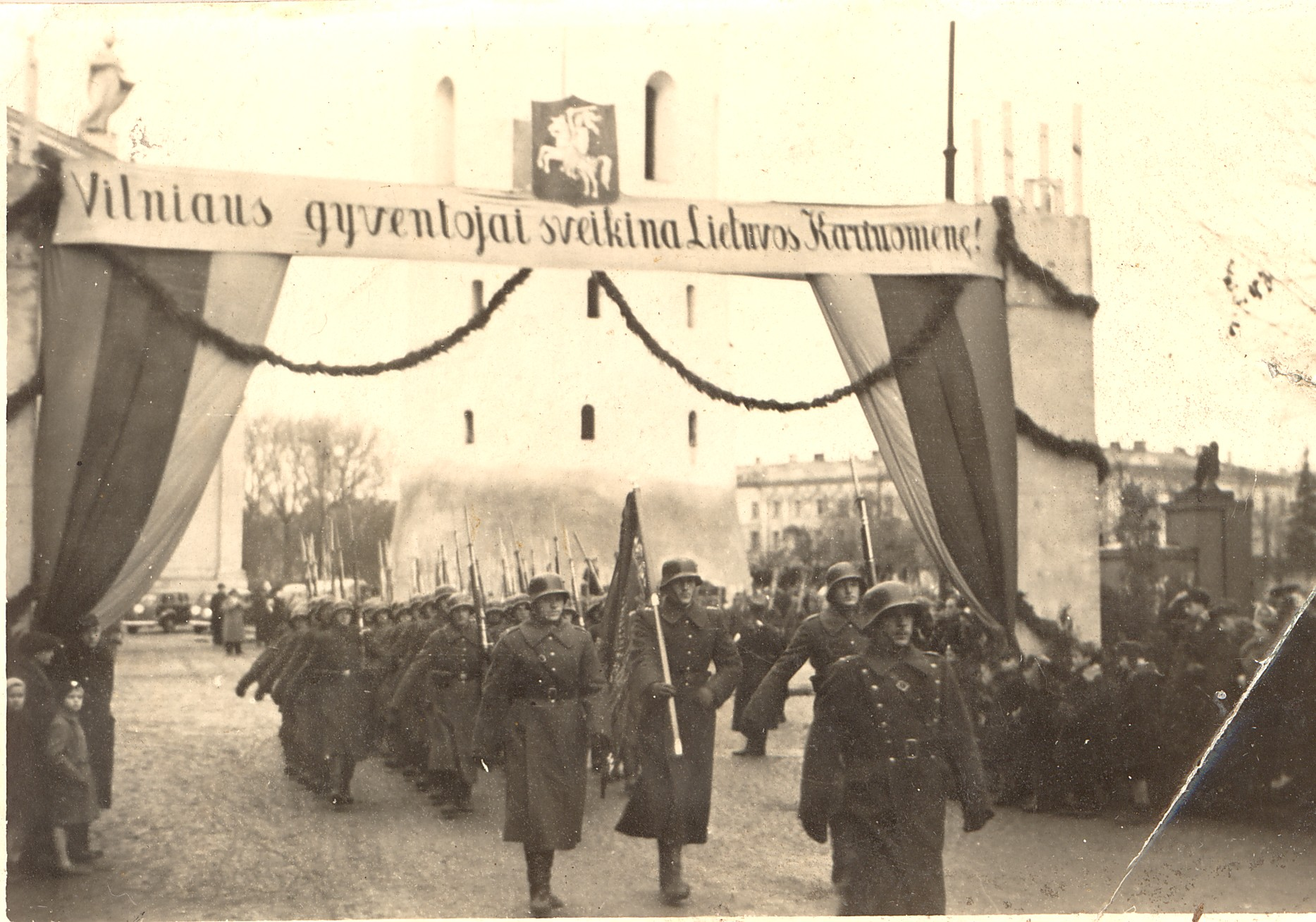
L'esercito lituano entra a Vilnius

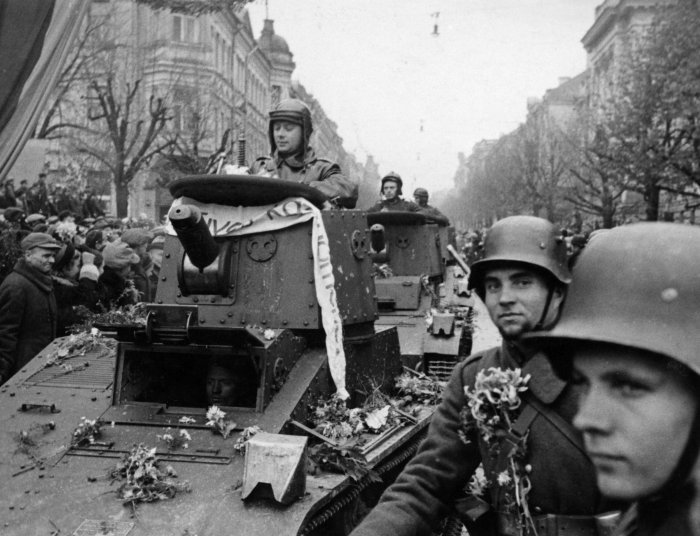
Carri armati lituani a Vilnius

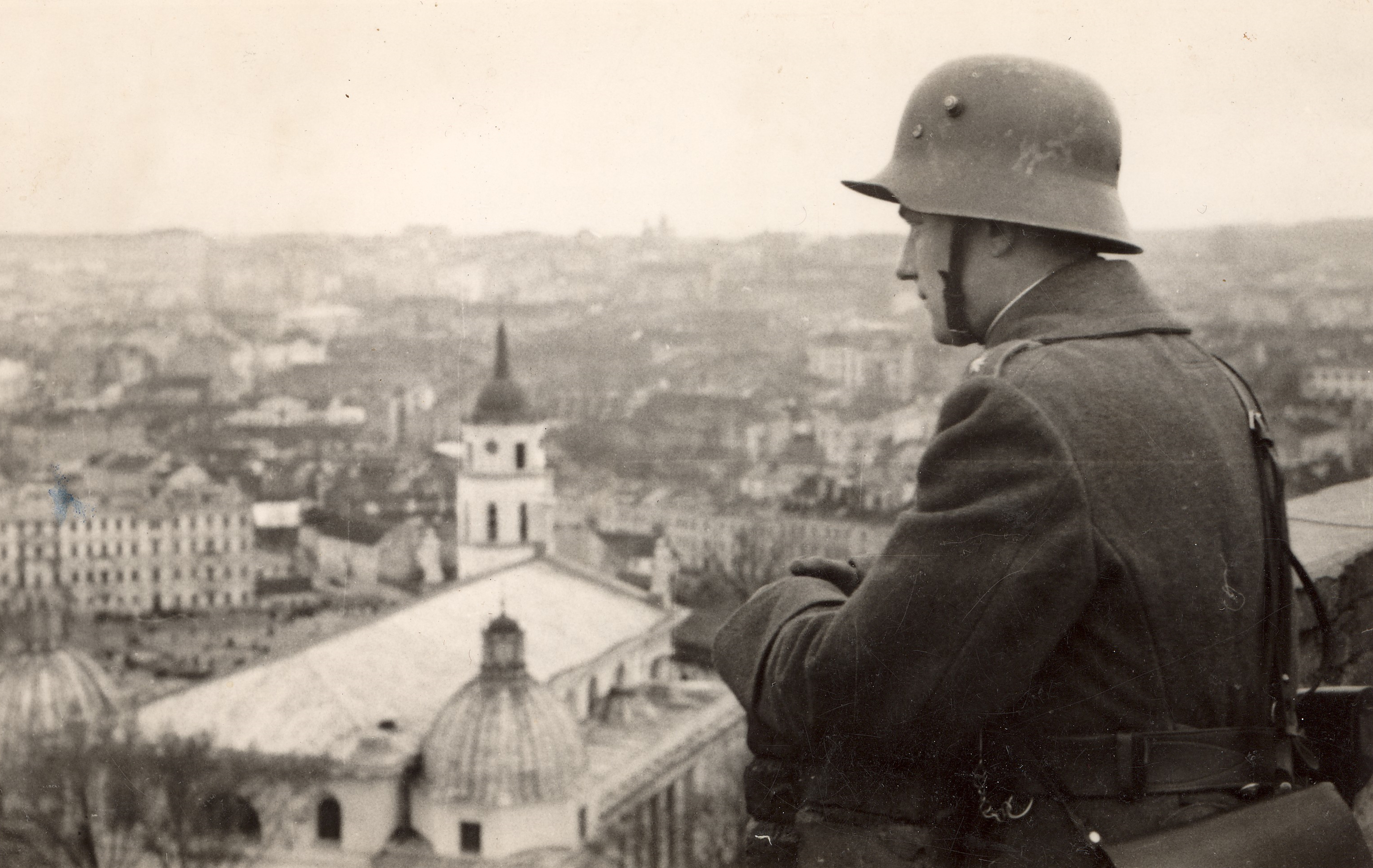
Soldato lituano che osserva Vilnius

L'annessione di Vilnius venne percepita con gioia dai lituani, considerando che un'intera generazione stava coltivando l'idea che la Lituania non sarebbe stata la stessa senza la storica capitale: per tale motivo, l'opinione comune riteneva il reinsediamento come un atto di giustizia storica. Le élite erano molto più preoccupate, poiché per molti il prezzo pagato dalla Lituania all'Unione Sovietica per Vilnius era troppo alto. Inoltre, bisognava rendersi conto della situazione demografica nel sud-est della Lituania, poiché i polacchi avrebbero potuto creare più di qualche noia al governo centrale. Nel primo incontro, contrariamente ai timori sopraccitati, non si segnalò alcun atteggiamento ostile da parte dei rappresentanti della città e l'armata lituana se non qualche forma di protesta non violenta: è il caso del vescovo polacco di Vilnius Romuald Jałbrzykowski, il quale si rifiutò di suonare le campane delle chiese della città. Tuttavia, già ventiquattro ore dopo, il 29 ottobre, si verificarono scontri tra la popolazione polacca, per lo più studenti, e la polizia lituana, dopo che i baltici issarono il proprio tricolore sulla torre di Gediminas.
Alla fine di ottobre 1939, si verificò un ulteriore evento che minò la tranquillità in città: la demoralizzata popolazione locale polacca avviò un pogrom antiebraico durato quattro giorni, in cui una persona perse la vita e si contavano circa 200 feriti: la comunità ebraica chiese l'intervento delle unità militari sovietiche nelle vicinanze. La violenza cessò solo dopo che un gruppo di 35 carri armati sovietici rientrò brevemente in città e pose fine al pogrom. Ciò impedì ulteriori rappresaglie, attese tra il 10 e l'11 novembre, una giornata in cui tradizionalmente avvenivano disordini antiebraici.
Le autorità lituane avviarono una campagna di de-polonizzazione della città, così come si cercò di minare la presenza dei semiti. Poco dopo essere entrati in città, le autorità lituane abolirono l'uso dello złoty polacco e lo rimpiazzarono con il litas, comportando una svalutazione del 250%. Ben presto seguirono ennesime politiche discriminatorie: nei diversi mesi di reinsediamento nella capitale lituana, considerata dai polacchi come un'occupazione, circa 50.000 lituani (per lo più funzionari dei ministeri statali e loro familiari) giunsero in città.
Una delle decisioni più sfavorevoli alla proliferazione della cultura riguardò la chiusura dell'Università Stefano Báthory il 15 dicembre 1939. La stessa decisione fu presa nel caso della Società degli Amici della Scienza (nata nel 1907), abilitata a esercitare le proprie attività anche negli ultimi anni della Russia zarista; seguirono medesimi provvedimenti per altre istituzioni scientifiche polacche. Nel processo di lituanizzazione, i libri in lingua polacca scomparirono dai negozi e si assistette a una rivoluzione odonomastica, in quanto i nomi delle strade in lingua polacca vennero rimpiazzati con quelli in vigore in precedenza o indicati ex novo in lituano. Gli uffici polacchi, le scuole, le organizzazioni non a scopo di lucro sociali e culturali, i negozi e le attività commerciali andarono incontro alla chiusura. Nel giugno 1940 solo due istituti in tutta la città offrivano istruzione in lingua polacca, mentre circa 4.000 insegnanti polacchi avevano perso il proprio impiego. Ai profughi, molti dei quali erano polacchi ed ebrei spostatisi in città per sfuggire ai tedeschi, fu negata la libertà di spostamento, e il 28 marzo 1940, a tutte le persone che non risultavano cittadini a Vilnius nell'ottobre 1920 venne conferito lo status di rifugiato. Nel complesso, a circa 12.000 persone è stata concessa la cittadinanza lituana, mentre 150.000 degli abitanti della città, per lo più polacchi, sono stati dichiarati stranieri, esclusi da molti lavori e persino vietati di viaggiare sui treni.

### Occupazione sovietica
Il processo di trasferimento della capitale non era ancora terminato quando nel giugno 1940 Vilnius fu nuovamente presa a seguito di un ultimatum emesso dall'Unione Sovietica, divenendo la capitale della RSS Lituana. Circa 35.000-40.000 lituani furono arrestati dall'NKVD e inviati nei gulag in Siberia o in Kazakistan.

### Occupazione tedesca
Nel giugno 1941 la città fu conquistata dalla Germania nazista. Nel centro storico si allestirono due ghetti per la corposa comunità ebraica, il più piccolo dei quali venne liquidato entro ottobre. Il secondo durò fino al settembre del 1943 (nello stesso mese ebbe luogo una rivolta contro i tedeschi scatenata dagli occupanti), anche se i suoi componenti venivano regolarmente decimati nelle cosiddette Aktionen. la percentuale di vittime dell'Olocausto risultò al 95%. Molti dei defunti a Vilnius (circa 100.000) perirono nei massacri di Ponary, a una decina di chilometri a ovest del centro storico. La maggior parte delle restanti 20.000 vittime del massacro erano polacche e 10.000 russe, prigionieri di guerra, membri dell'intellighenzia o dell'Armia Krajowa che all'epoca combattevano sia contro i nazisti che contro i lituani.

## Seconda occupazione sovietica
I tedeschi lasciarono Vilnius nel luglio 1944 per via dei continui attacchi subito dall'esercito regolare polacco (operazione Ostra Brama) e dall'Armata Rossa (Offensiva di Vilnius). Nel 1944-1947 svariati oppositori del regime furono catturati e interrogati nella sede dell'NKVD a Lukiškės, la prigione maggiore, per poi venire spesso giustiziati e tumulati nel parco della casa signorile di Tuskulėnai.

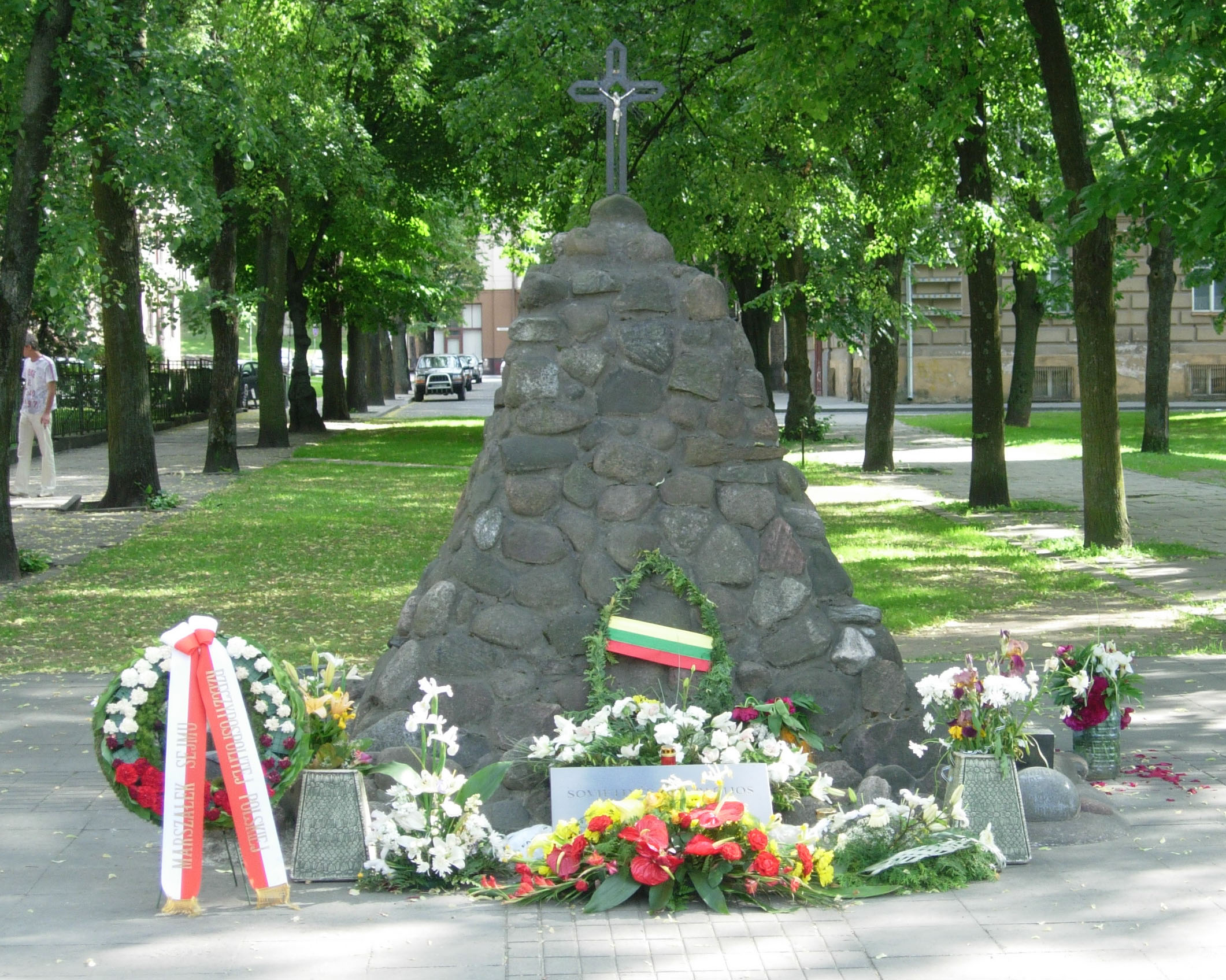
Monumento alle vittime del KGB in viale Gediminas

I sovietici riassegnarono Vilnius ai lituani anziché ai polacchi. Dopo la fine della seconda guerra mondiale, il governo sovietico, con l'appoggio dei comunisti che desideravano impiegare una linea rigida, i quali richiesero ha richiesto il trasferimento dei polacchi dall'URSS, ordinò il trasferimento della comunità polacca dalla Lituania e dalla Bielorussia. La decisione fu presto messa in pratica e la maggior parte della popolazione fu espulsa in un'operazione congiunta eseguita dalle autorità sovietiche e quelle locali. In alcuni casi il trasferimento fu volontario, ma non tutte poterono andarsene perché i polacchi che vivevano nelle zone rurali furono costretti a rimanere dove avevano vissuto.
Vilnius subì relativamente pochi danni tra il 1939 e il 1945 e la maggior parte dei suoi edifici sopravvisse indenne al conflitto. Nel decennio successivo alla guerra, entrambe le aree del ghetto, inclusa la famosa sinagoga grande e la parte settentrionale della strada tedesca, nonché l'intero quartiere di via Pilies, furono abbattute.
All'indomani del conflitto si contavano 110.000 abitanti, un dato in netto calo rispetto ai 200.000 circa di poco più di un lustro prima, evento che ebbe un evidente impatto sulla comunità della città e sulle sue tradizioni; quello che prima era un agglomerato perlopiù ebraico e polacco subì un secondo processo di lituanizzazione. Si pensi inoltre al fatto che tra coloro che furono deportati nel 1949 rientrarono anche cittadini di etnia polacca. Una simile combinazione di circostanze, unita alle politiche di sovietizzazione e all'afflusso di slavi orientali fece sì che la comunità russofona crescesse di numero, sebbene in maniera più contenuta rispetto alla RSS Lettone e alla RSS Estone; frattanto, proseguì la lenta ma costante emigrazione degli ebrei sopravvissuti in Israele negli anni '60. Vilnius assistette a un aumento della popolazione stabile rispetto alle partenze dal 1960 al 1980.

## Lituania indipendente

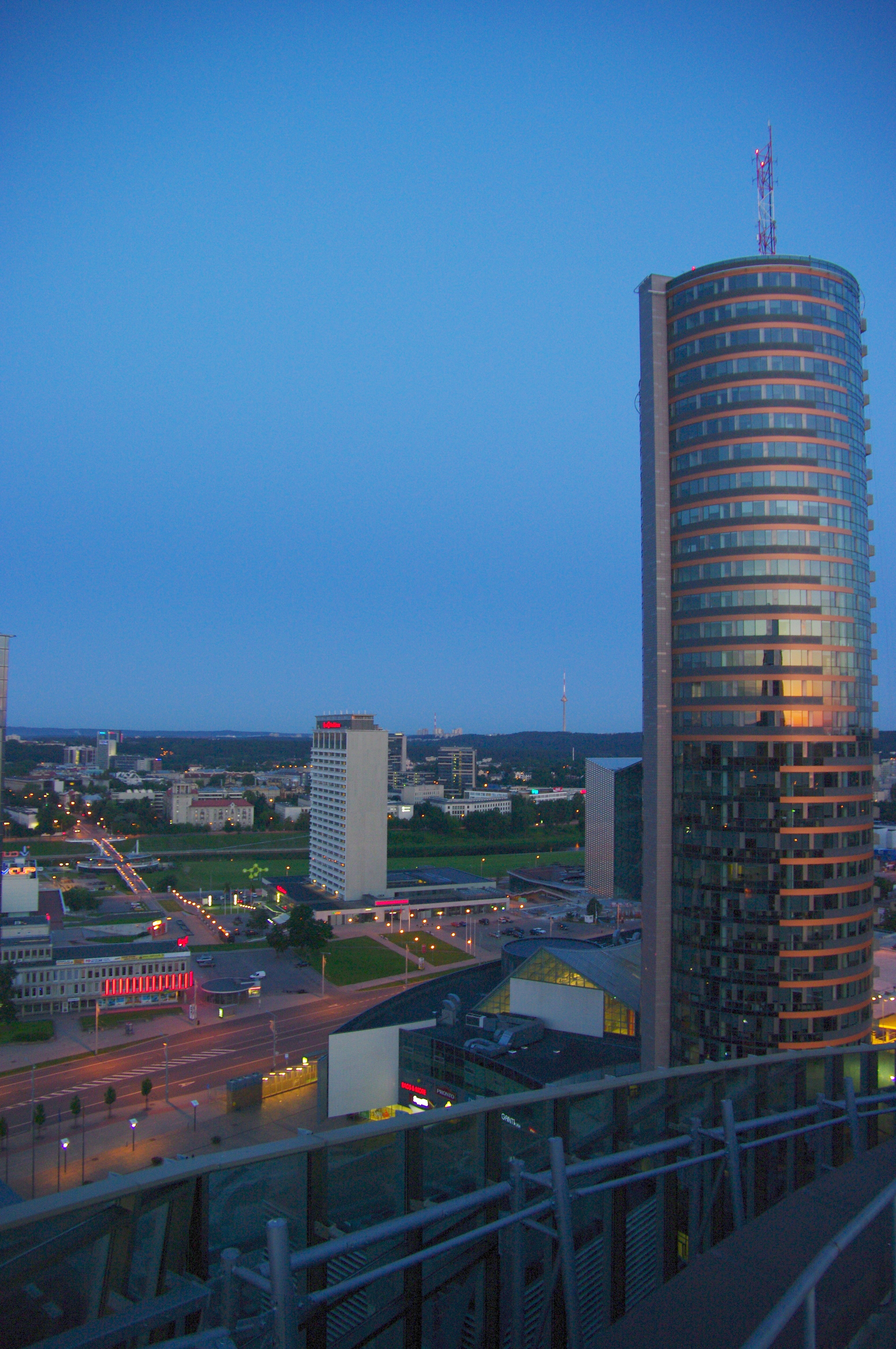
Quartiere economico di Vilnius

A partire dal 1987, si verificarono frequenti manifestazioni contro il dominio sovietico nel paese. Il 23 agosto 1988, 150.000-200.000 persone si riunirono a Vilnius, così come assai sentita fu la partecipazione alla catena baltica il 23 agosto 1989. L'11 marzo 1990, il Consiglio supremo della RSS Lituana annunciò l'indipendenza dall'Unione Sovietica e il ripristino della sovranità nazionale della Lituania. I sovietici risposero il 9 gennaio 1991 inviando delle truppe e il giorno 13 dello stesso mese, durante l'attacco dell'esercito sovietico all'edificio della radio e televisione di Stato e alla Torre televisiva di Vilnius, noto come eventi di gennaio, morirono 14 persone e più di 700 furono ferite gravemente. L'Unione Sovietica riconobbe infine l'indipendenza della Lituania nel 1991, dopo il fallimento del putsch di agosto.
L'importanza di Vilnius per la Bielorussia, la quale vantava origini secolari, permase anche alla fine del XX secolo. Nel giugno 1989 Vilnius fu sede della conferenza del Fronte popolare bielorusso poiché le autorità sovietiche bielorusse non avrebbero permesso che l'evento si svolgesse a Minsk. Dal 1994 il centro storico di Vilnius rientra nella lista dei patrimoni dell'umanità UNESCO (n. 541) riconoscendone il suo valore universale e la sua originalità. All'inizio del XXI secolo, diversi istituti come l'Università europea delle umanità e il centro di sociologia indipendente NISEPI vietati in Bielorussia dal governo di Aljaksandr Lukašėnka trovarono asilo a Vilnius. Di recente, anche a Vilnius si sono tenute delle manifestazioni in segno di solidarietà all'opposizione bielorussa nell'ambito della rivoluzione delle ciabatte.

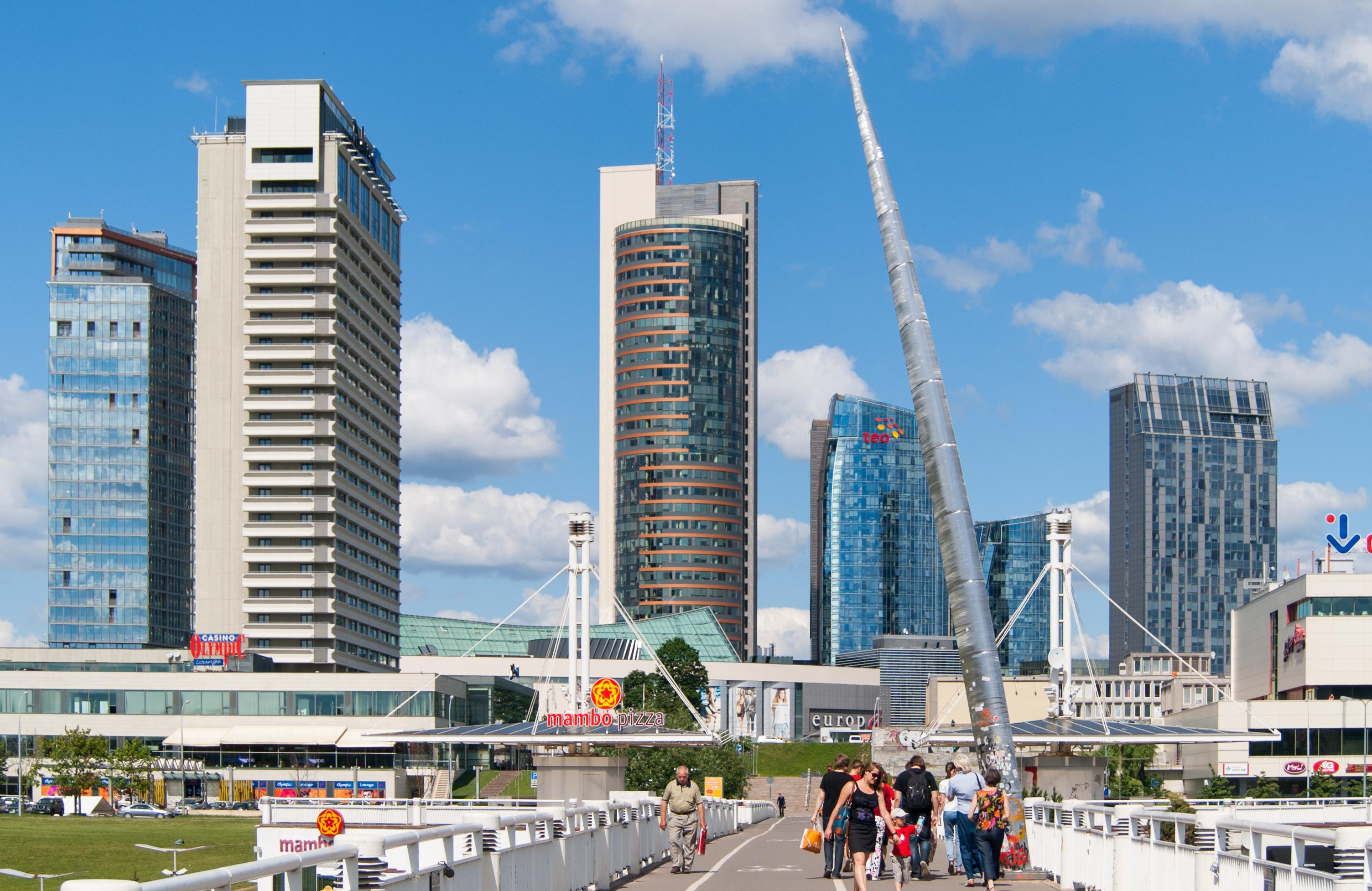
I grattacieli di recente costruzione eretti a Vilnius

Negli anni successivi alla sua indipendenza, Vilnius si è evoluta ed è migliorata rapidamente, trasformandosi da un'enclave dominata dai sovietici in una moderna città europea in meno di 15 anni. Il boom economico durato dal 2000 al 2006-2007 rese note Vilnius, Riga e Tallinn come le Tigri del Baltico.